# Inverness Corona

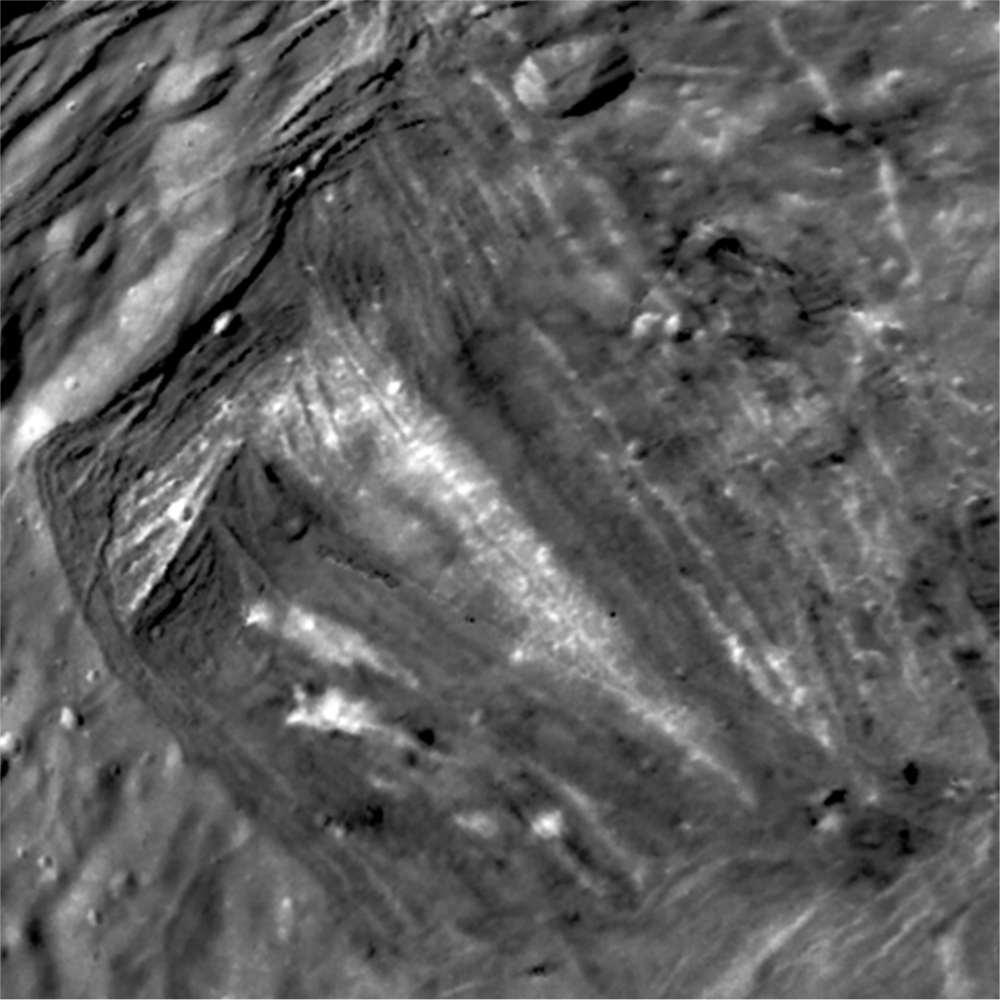

L'Inverness Corona è una struttura geologica della superficie di Miranda.